# Аліче Канепа
Аліче Канепа (італ. Alice Canepa; нар. 30 квітня 1978, Фінале-Лігуре) — колишня італійська тенісистка.
Найвищу одиночну позицію світового рейтингу — 158 місце досягла 17 квітня 2000, парну — 93 місце — 18 вересня 2000 року.
Здобула 5 одиночних та 19 парних титулів туру ITF.
Найвищим досягненням на турнірах Великого шолома було 2 коло в парному розряді.
Завершила кар'єру 2007 року.

## Фінали турнірів WTA

### Парний розряд: 3 (поразки)
| Легенда                |
| ---------------------- |
| Турніри Великого шлему |
| Tier I                 |
| Tier II                |
| Tier III, IV & V (0–3) |

| Фінали за покриттям |
| Тверде (0–0)        |
| Трава (0–0)         |
| Ґрунт (0–3)         |
| Килим (0–0)         |

| Результат | Ранг | Дата | Турнір                                                | Покриття | Партнерка     | Суперниці                         | Рахунок  |
| --------- | ---- | ---- | ----------------------------------------------------- | -------- | ------------- | --------------------------------- | -------- |
| Поразка   | 1.   | 1994 | Internazionali Femminili di Tennis di Palermo, Італія | Ґрунт    | Джулія Казоні | Руксандра Драгомір Лаура Гарроне  | 1–6, 0–6 |
| Поразка   | 2.   | 2006 | Internazionali di Palermo, Італія                     | Ґрунт    | Джулія Габба  | Жанетта Гусарова Міхаелла Крайчек | 0–6, 0–6 |
| Поразка   | 3.   | 2007 | Internazionali di Palermo, Італія                     | Ґрунт    | Карін Кнапп   | Марія Коритцева Дар'я Кустова     | 4–6, 1–6 |

## Фінали ITF
| турніри $50,000 |
| турніри $25,000 |
| турніри $10,000 |

### Одиночний розряд: 13 (5–8)
| Результат | Ранг | Дата              | Турнір                       | Покриття | Суперниця         | Рахунок       |
| --------- | ---- | ----------------- | ---------------------------- | -------- | ----------------- | ------------- |
| Перемога  | 1.   | 16 лютого 1997    | ITF Майорка, Іспанія         | Ґрунт    | Катрін Кільш      | 6–2, 7–5      |
| Перемога  | 2.   | 24 травня 1998    | ITF Модена, Італія           | Ґрунт    | Ясмін Ангелі      | 4–6, 6–4, 6–2 |
| Перемога  | 3.   | 22 червня 1998    | ITF Сецце, Італія            | Ґрунт    | Селіма Сфар       | 7–5, 6–2      |
| Поразка   | 4.   | 26 липня 1998     | Камайоре, Італія             | Ґрунт    | Маріяна Ковачевич | 7–5, 4–6, 2–6 |
| Поразка   | 5.   | 19 вересня 1999   | Реджо-Калабрія, Італія       | Ґрунт    | Тетяна Ковальчук  | 3–6, 6–2, 2–6 |
| Поразка   | 6.   | 28 листопада 1999 | Ріо-де-Жанейро, Бразилія     | Ґрунт    | Міріам Д'Агостіні | 6–3, 2–6, 3–6 |
| Поразка   | 7.   | 9 квітня 2000     | Кальярі, Італія              | Ґрунт    | Лаура Пена        | 2–6, 4–6      |
| Перемога  | 8.   | 28 липня 2003     | Гардоне-Валь-Тромпія, Італія | Ґрунт    | Сандра Клеменшиц  | 6–2, 6–3      |
| Перемога  | 9.   | 28 березня 2004   | Рим, Італія                  | Ґрунт    | Марго Торре       | 6–3, 6–1      |
| Поразка   | 10.  | 11 липня 2004     | Кунео, Італія                | Ґрунт    | Флавія Пеннетта   | 4–6, 1–6      |
| Поразка   | 11.  | 19 червня 2005    | Горіція, Італія              | Ґрунт    | Івана Лісяк       | 2–6, 3–6      |
| Поразка   | 12.  | 26 червня 2005    | Фонтанафредда, Італія        | Ґрунт    | Сібіль Баммер     | 6–7(3), 2–6   |
| Поразка   | 13.  | 9 липня 2006      | Кунео, Італія                | Ґрунт    | Галина Воскобоєва | 1–6, 2–6      |

### Парний розряд: 33 (19–14)
| Результат | Ранг | Дата              | Турнір                 | Покриття | Партнерка                 | Суперниці                                       | Рахунок             |
| --------- | ---- | ----------------- | ---------------------- | -------- | ------------------------- | ----------------------------------------------- | ------------------- |
| Перемога  | 1.   | 30 серпня 1993    | ITF Масса, Італія      | Ґрунт    | Джулія Казоні             | Германа ді Натале Джулія Тоскі                  | 7–6, 6–1            |
| Перемога  | 2.   | 24 квітня 1995    | ITF Барі, Італія       | Ґрунт    | Джулія Казоні             | Марина Гойкович Драгана Зарич                   | 6–0, 6–0            |
| Поразка   | 3.   | 12 червня 1995    | ITF Масса, Італія      | Ґрунт    | Джулія Казоні             | Еммануель Гальярді Марція Гроссі                | 6–3, 4–6, 5–7       |
| Поразка   | 4.   | 19 травня 1996    | Бордо, Франція         | Ґрунт    | Ольга Барабанщикова       | Карін Кентрек Анн-Гель Сідо                     | 2–6, 3–6            |
| Поразка   | 5.   | 15 вересня 1996   | Марсель, Франція       | Ґрунт    | Деббі Гак                 | Софі Альбінус Карін Пташек                      | 7–5, 5–7, 4–6       |
| Поразка   | 6.   | 3 лютого 1997     | Майорка, Іспанія       | Ґрунт    | Сара Вентура              | Крістіна Сальві Андрея Ехрітт-Ванк              | 3–6, 6–3, 2–6       |
| Перемога  | 7.   | 8 лютого 1998     | Майорка, Іспанія       | Ґрунт    | Катя Альтілія             | Ева Бельбль Анжеліка Реш                        | 7–5, 7–6            |
| Поразка   | 8.   | 15 лютого 1998    | Майорка, Іспанія       | Ґрунт    | Кончіта Мартінес Гранадос | Ева Бельбль Зільке Франкль                      | 3–6, 3–6            |
| Перемога  | 9.   | 6 квітня 1998     | Афіни, Греція          | Ґрунт    | Татьяна Гарбін            | Аліче Пірсу Андрея Ехрітт-Ванк                  | 5–7, 6–2, 6–4       |
| Перемога  | 10.  | 24 травня 1998    | Модена, Італія         | Ґрунт    | Алессія Ломбарді          | Маріяна Ковачевич Кристина Поятина              | 6–7(5), 6–3, 7–5    |
| Поразка   | 11.  | 31 травня 1998    | Варшава, Польща        | Ґрунт    | Алессія Ломбарді          | Яна Ондроухова Ольга Виметалкова                | 6–7(4), 4–6         |
| Перемога  | 12.  | 24 травня 1998    | Камучія, Італія        | Ґрунт    | Алессія Ломбарді          | Беранжер Карпаншиф Елена Пйоппо                 | 6–3, 6–2            |
| Поразка   | 13.  | 22 червня 1998    | Сецце, Італія          | Ґрунт    | Алессія Ломбарді          | Ваніна Казанова Селіма Сфар                     | 3–6, 1–6            |
| Перемога  | 14.  | 5 липня 1998      | Орбетелло, Італія      | Ґрунт    | Татьяна Гарбін            | Мелісса Маззотта Фабіола Сулуага                | 6–2, 6–3            |
| Поразка   | 15.  | 18 жовтня 1998    | Сан-Паулу, Бразилія    | Ґрунт    | Антонелла Серра-Дзанетті  | Седа Норландер Хрістіна Пападакі                | 3–6, 7–6(4), 6–7(4) |
| Поразка   | 16.  | 23 листопада 1998 | Ліма, Перу             | Ґрунт    | Кончіта Мартінес Гранадос | Катарина Среботнік Зузана Валекова              | 7–6(4), 5–7, 4–6    |
| Поразка   | 17.  | 7 лютого 1999     | Майорка, Іспанія       | Ґрунт    | Марія Фернанда Ланда      | Роса Марія Андрес Родрігес Лурдес Домінгес Ліно | 1–6, 1–6            |
| Перемога  | 18.  | 24 травня 1999    | Будапешт, Угорщина     | Ґрунт    | Тетяна Пучек              | Ева Бес Маріам Рамон Клімент                    | 6–3, 6–0            |
| Поразка   | 19.  | 19 вересня 1999   | Реджо-Калабрія, Італія | Ґрунт    | Татьяна Гарбін            | Деббі Гак Андреа ван ден Гурк                   | 1–6, 1–6            |
| Поразка   | 20.  | 14 листопада 1999 | Монтеррей, Мексика     | Тверде   | Кларіса Фернандес         | Россана де лос Ріос Маріана Діас-Оліва          | 6–4, 6–7(6), 3–6    |
| Перемога  | 21.  | 21 листопада 1999 | Кампус, Бразилія       | Ґрунт    | Паула Раседо              | Хорхеліна Торті Меліса Аревало                  | 5–7, 6–4, 6–1       |
| Перемога  | 22.  | 15 квітня 2000    | Мальє, Італія          | Ґрунт    | Марія Паола Дзавальї      | Светлана Кривенчева Тетяна Пучек                | 6–1, 6–4            |
| Перемога  | 23.  | 11 червня 2000    | Галатіна, Італія       | Ґрунт    | Маріана Діас-Оліва        | Міріам Д'Агостіні Жоана Кортез                  | 6–4, 4–6, 6–4       |
| Перемога  | 24.  | 18 червня 2000    | Марсель, Франція       | Ґрунт    | Маріана Діас-Оліва        | Анна Бєлень-Жарська Светлана Кривенчева         | 6–2, 6–3            |
| Поразка   | 25.  | 6 серпня 2000     | Альгеро, Італія        | Ґрунт    | Валентіна Сассі           | Такасе Аямі Тонґ Ка-по                          | 6–3, 3–6, 1–6       |
| Перемога  | 26.  | 1 вересня 2002    | Сполето, Італія        | Ґрунт    | Емілі Стеллато            | Штефані Гайднер Сільвія Дісдері                 | 6–2, 6–2            |
| Перемога  | 27.  | 30 вересня 2002   | Чіампіно, Італія       | Ґрунт    | Емілі Стеллато            | Оана Елена Голімбйоскі Естер Мольнар            | 6–1, 4–6, 6–2       |
| Перемога  | 28.  | 29 березня 2003   | Parioli, Італія        | Ґрунт    | Емілі Стеллато            | Джулія Меруцці Сільвія Дісдері                  | 6–3, 6–1            |
| Поразка   | 29.  | 25 серпня 2003    | Ріміні, Італія         | Ґрунт    | Емілі Стеллато            | Мервана Югич-Салкич Дарія Юрак                  | 6–7(3), 7–6(7), 5–7 |
| Перемога  | 30.  | 8 березня 2004    | Рим, Італія            | Ґрунт    | Емілі Стеллато            | Даніела Клеменшиц Сандра Клеменшиц              | 6–3, 2–6, 6–4       |
| Перемога  | 31.  | 15 березня 2004   | Рим, Італія            | Ґрунт    | Емілі Стеллато            | Зузана Гейдова Ленка Тварошкова                 | 4–6, 6–1, 7–5       |
| Перемога  | 32.  | 28 березня 2004   | Parioli, Італія        | Ґрунт    | Емілі Стеллато            | Джулія Меруцці Еліза Бальзамо                   | 7–6(0), 6–3         |
| Перемога  | 33.  | 4 квітня 2005     | Рим, Італія            | Ґрунт    | Емілі Стеллато            | Адріана Барна Андрея Ехрітт-Ванк                | 6–4, 6–0            |